# Kungsholmen

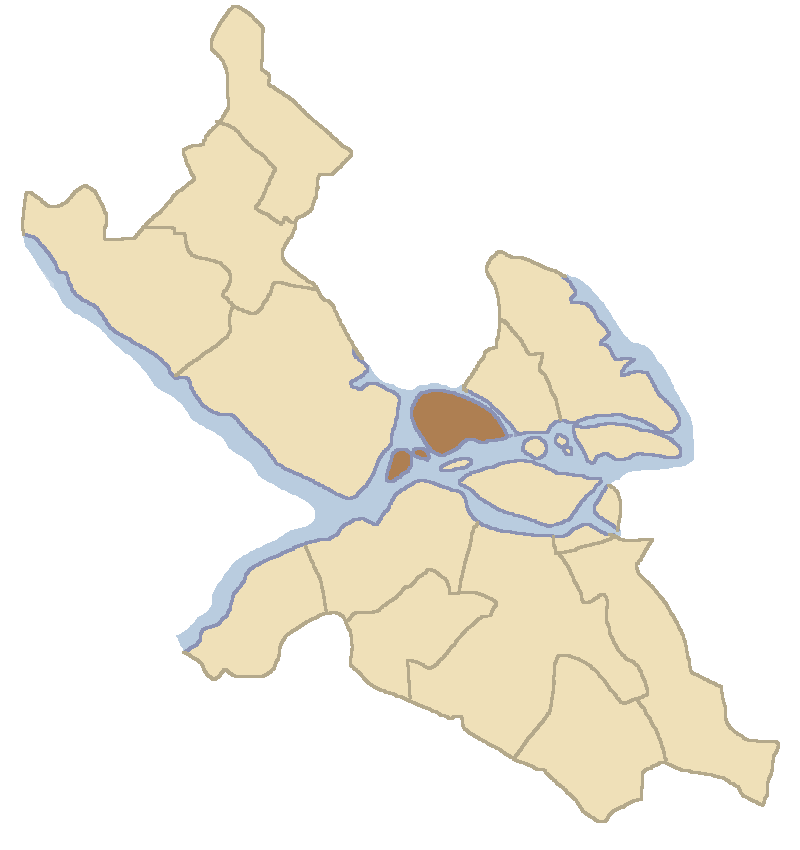
Kungsholmen

Kungsholmen és una illa sobre el llac Mälaren, i un districte de la ciutat d'Estocolm a Suècia. Té una superfície de 3,9 quilòmetres quadrats per a 8.900 metres de costes. El seu punt culminant és Stadshagsplan, a 47 metres sobre el nivell del mar. Té una població de 41.000 habitants. Es divideix en cinc barris: Kungsholmen, Marieberg, Fredhäll, Kristineberg i Stadshagen.

## Història
En el segle xv, Kungsholmen estava habitat per frares franciscans i llavors se s'anomenava Munklägret (el camp dels monjos). Vivien principalment de la pesca i de l'agricultura. Amb la Reforma, l'illa es col·loca sota la protecció de la corona sueca en el segle xvi.

## Fills il·lustres
- Tomas Lindahl (1938 -) científic suec, Premi Nobel de Química de l'any 2015.